# Copa d'Europa de futbol 1980-81
La Copa d'Europa de futbol 1980-81 fou l'edició número vint-i-sis en la història de la competició. Es disputà entre l'octubre de 1980 i el maig de 1981, amb la participació inicial de 33 equips de 32 federacions diferents.
La competició fou guanyada pel Liverpool FC, per tercer cop, a la final davant del Reial Madrid.

## Ronda preliminar
| Equip 1         | Global | Equip 2  | Anada | Tornada |
| --------------- | ------ | -------- | ----- | ------- |
| Budapest Honvéd | 11-0   | Valletta | 8-0   | 3-0     |

## Primera ronda
| Equip 1                  | Global | Equip 2                  | Anada | Tornada |
| ------------------------ | ------ | ------------------------ | ----- | ------- |
| Aberdeen FC              | 1-0    | Austria Viena            | 1-0   | 0-0     |
| OPS                      | 2-11   | Liverpool FC             | 1-1   | 1-10    |
| CSKA Septemvrijsko Zname | 2-0    | Nottingham Forest FC     | 1-0   | 1-0     |
| Trabzonspor              | 2-4    | Szombierki Bytom         | 2-1   | 0-3     |
| Olympiakos FC            | 2-7    | Bayern Múnic             | 2-4   | 0-3     |
| Dinamo Tirana            | 0-3    | AFC Ajax                 | 0-2   | 0-1     |
| ÍBV                      | 1-2    | Baník Ostrava            | 1-1   | 0-1     |
| Dynamo Berlin            | 4-2    | APOEL                    | 3-0   | 1-2     |
| Jeunesse Esch            | 0-9    | Spartak Moscou           | 0-5   | 0-4     |
| Halmstads BK             | 2-3    | Esbjerg                  | 0-0   | 2-3     |
| Limerick                 | 2-7    | Reial Madrid             | 1-2   | 1-5     |
| Sporting                 | 0-3    | Budapest Honvéd          | 0-2   | 0-1     |
| Linfield                 | 0-3    | FC Nantes                | 0-1   | 0-2     |
| Inter de Milà            | 3-1    | Universitatea Craiova    | 2-0   | 1-1     |
| Club Brugge              | 1-5    | FC Basel                 | 0-1   | 1-4     |
| Viking                   | 3-7    | Estrella Roja de Belgrad | 2-3   | 1-4     |

## Segona ronda
| Equip 1                  | Global | Equip 2                  | Anada | Tornada |
| ------------------------ | ------ | ------------------------ | ----- | ------- |
| Aberdeen FC              | 0-5    | Liverpool FC             | 0-1   | 0-4     |
| CSKA Septemvrijsko Zname | 5-0    | Szombierki Bytom         | 4-0   | 1-0     |
| Bayern Múnic             | 6-3    | AFC Ajax                 | 5-1   | 1-2     |
| Baník Ostrava            | 1-1¹   | Dynamo Berlin            | 0-0   | 1-1     |
| Spartak Moscou           | 3-2    | Esbjerg                  | 3-0   | 0-2     |
| Reial Madrid             | 3-0    | Budapest Honvéd          | 1-0   | 2-0     |
| FC Nantes                | 2-3    | Inter de Milà            | 1-2   | 1-1     |
| FC Basel                 | 1-2    | Estrella Roja de Belgrad | 1-0   | 0-2     |

¹ Baník Ostrava passà a Quarts de final per la regla del valor doble dels gols en camp contrari.

## Quarts de final
| Equip 1        | Global | Equip 2                  | Anada | Tornada |
| -------------- | ------ | ------------------------ | ----- | ------- |
| Liverpool FC   | 6-1    | CSKA Septemvrijsko Zname | 5-1   | 1-0     |
| Bayern Múnic   | 6-2    | Baník Ostrava            | 2-0   | 4-2     |
| Spartak Moscou | 0-2    | Reial Madrid             | 0-0   | 0-2     |
| Inter de Milà  | 2-1    | Estrella Roja de Belgrad | 1-1   | 1-0     |

## Semifinals
| Equip 1      | Global | Equip 2       | Anada | Tornada |
| ------------ | ------ | ------------- | ----- | ------- |
| Liverpool FC | 1-1¹   | Bayern Múnic  | 0-0   | 1-1     |
| Reial Madrid | 2-1    | Inter de Milà | 2-0   | 0-1     |

¹ Liverpool passà a la Final per la regla del valor doble dels gols en camp contrari.

## Final
| Liverpool FC     | 1-0      | Reial Madrid |
| ---------------- | -------- | ------------ |
| Alan Kennedy 82' | (Report) |              |

| Guanyador de la Copa d'Europa 1980-81 |
| ------------------------------------- |
| Liverpool FC Tercer títol             |